# Lampona macilenta
Lampona macilenta är en spindelart som beskrevs av Ludwig Carl Christian Koch 1873. Lampona macilenta ingår i släktet Lampona och familjen Lamponidae. Inga underarter finns listade i Catalogue of Life.